# Willem Bernardus IJzerdraat
Willem Bernardus IJzerdraat (Den Haag, 31 oktober 1835 – Haarlem, 7 februari 1907) was een Nederlands aquarellist, tekenaar en lithograaf. Hij wordt ook vermeld als W.B. IJzerdraad.

## Leven en werk
IJzerdraat was een erkende zoon van de letterzetter Willem IJzerdraat en naaister Adriana Henrietta van Beem. Hij maakte aquarellen, tekeningen en (kleuren)litho's. Prins Hendrik poseerde in 1875 voor hem, ter gelegenheid van diens zilveren jubileum als stadhouder van het groothertogdom Luxemburg. Hij legde ook andere leden van het Koninklijk Huis vast. IJzerdraat illustreerde onder meer de boeken Lauwerbladen uit Neerlands gloriekrans (1875) van W.J. Hofdijk en Onder verschillende meesters (1905) van C.Joh. Kieviet. Naast kunstenaar was IJzerdraat ook drukker en uitgever. Hij woonde en werkte in Den Haag (tot 1870), Amsterdam (tot 1876) en Haarlem.
Uit zijn huwelijk met Anna Margaretha Helena Buckmann (1850-1917) werden onder anderen de beeldhouwer Willem IJzerdraat (1872-1948) en verzetsstrijder Bernardus IJzerdraat (1891-1941) geboren. W.B. IJzerdraat overleed in 1907, op 71-jarige leeftijd.

## Werken (selectie)

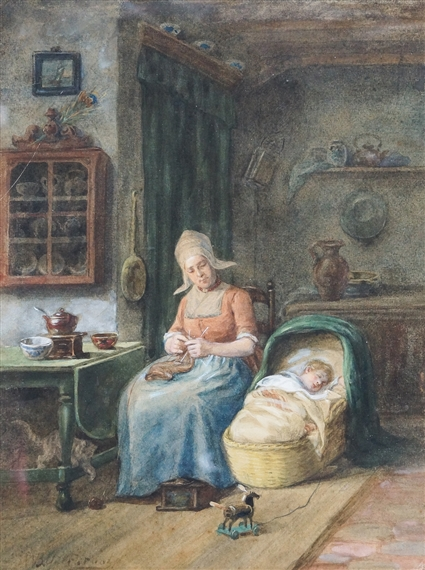
Interieur met handwerkende vrouw en baby
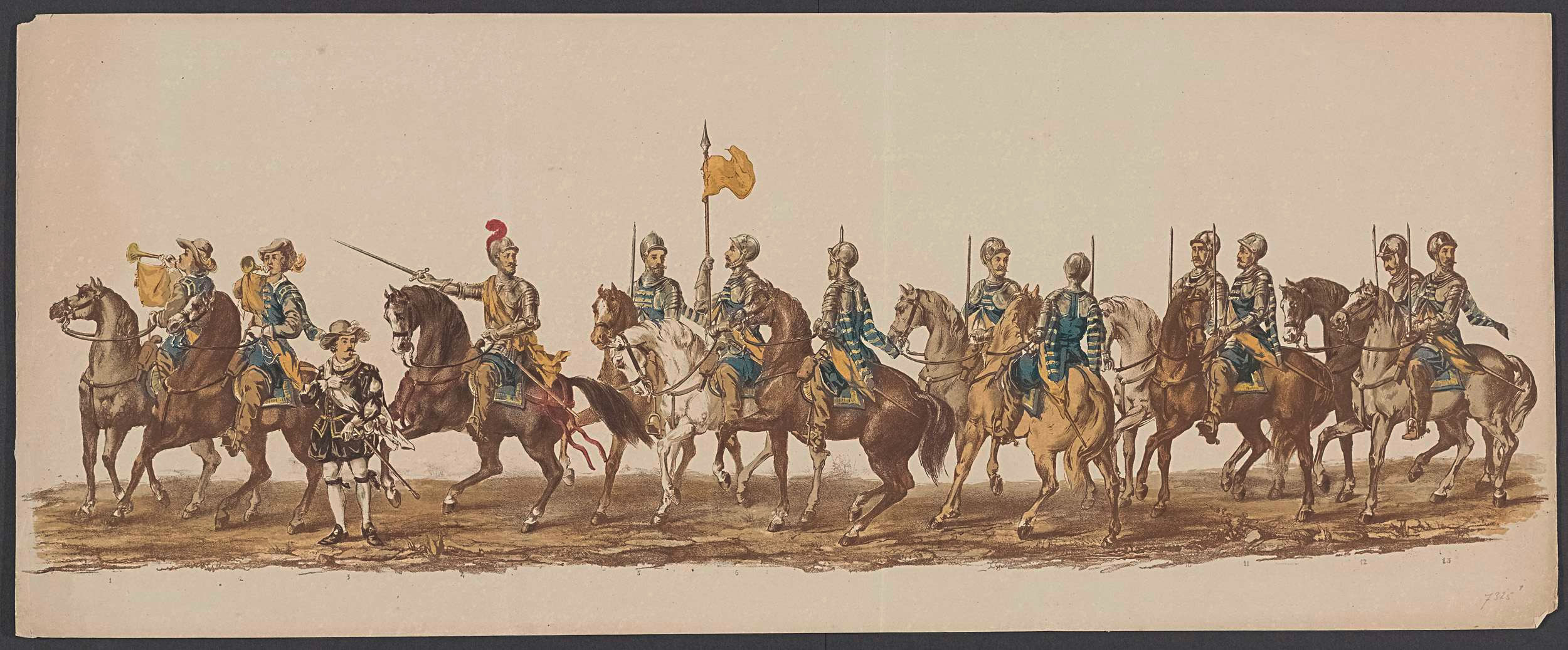
Delftse optocht van 1862, Rijksmuseum Amsterdam

- Biografisch Portaal: 40386385
- Digitale Bibliotheek voor de Nederlandse Letteren: ijze008
- Nederlandse Thesaurus van Auteursnamen: 070811210
- RKD-Nederlands Instituut voor Kunstgeschiedenis: 92097
- Virtual International Authority File: 284205580
- WorldCat: E39PBJrGx4rxVfwptQfY73MXVC